# Autocesta A9
Die Autocesta A9 (kroatisch für ,Autobahn A9‘) ist eine kroatische Autobahn, die von Kaštel an der slowenischen Grenze nach Pula führt. Sie ist Teil des Istrischen Ypsilons und der Europastraße 751. Die A9 ist außerhalb von Umag und Pula mautpflichtig und ihre Streckenlänge beträgt rund 78,4 Kilometer.
Mitte 2008 wurde mit dem vierspurigen Ausbau zur Autobahn begonnen. Im Juni 2010 wurde der vierspurig ausgebaute Abschnitt Pula–Kanfanar und am 14. Juni 2011 die zweite Fahrbahn Kanfanar–Umag für den Verkehr freigegeben.